# Њу Касл (Колорадо)
Њу Касл (енгл. New Castle) град је у америчкој савезној држави Колорадо.

## Демографија
По попису из 2010. године број становника је 4.518, што је 2.534 (127,7%) становника више него 2000. године.
| Група             | 2000.         | 2010.         |
| Белци             | 1.721 (86,7%) | 3.121 (69,1%) |
| Афроамериканци    | 6 (0,3%)      | 32 (0,7%)     |
| Азијати           | 7 (0,4%)      | 41 (0,9%)     |
| Хиспаноамериканци | 236 (11,9%)   | 1.282 (28,4%) |
| Укупно            | 1.984         | 4.518         |